# Золота доба піратства

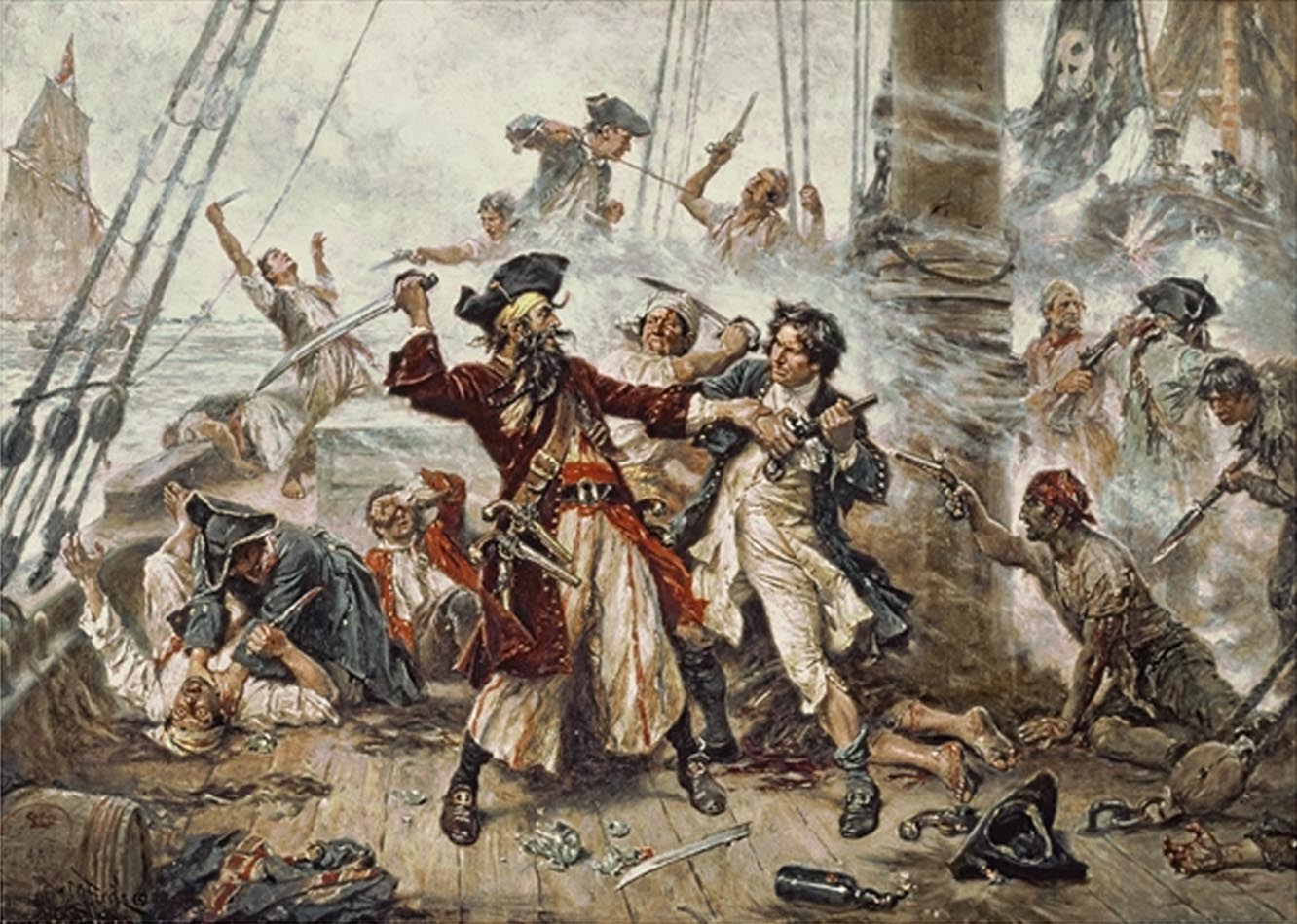
Вбивство лейтенантом Мейнардом пірата Чорна Борода. Ця подія сприяла завершенню Золотої доби піратства

Золота доба піратства — приблизно 80-річний період між 1650-ми та 1730-ми роками, коли морське піратство було помітним і впливовим фактором в регіоні Карибського басейну, Північної Америки, Західної Африки та Індійського океану. Фактори, що сприяли піратству під час його Золотої доби, включали збільшення кількості цінних вантажів, які доставлялися до Європи через великі океанські простори, скорочення європейських флотів у певних регіонах, навчання та досвід, який багато моряків отримали в європейських флотах (зокрема, у Британському королівському флоті), а також корумпований і неефективний уряд у європейських заморських колоніях. Колоніальні держави того часу постійно воювали з піратами та брали участь у кількох відомих битвах та інших пов'язаних із цим подіях. Сучасне уявлення про піратів, яке втілене творах масової культури, в основному, хоча і не завжди точно, походить з часів Золотої доби піратства.

## Назва
Найдавніша відома літературна згадка про «Золоту добу піратства» датується 1894 роком, коли англійський журналіст Джордж Пауелл писав про «те, що, здається, було золотою добою піратства до останнього десятиліття XVII століття». Пауелл використав цю фразу, в своїй рецензії на книгу Чарльза Леслі «Нова і точна історія Ямайки» і застосував її лише один раз.
У 1897 році історик Джон Фіске ввів більш систематичне використання фрази «Золота доба піратства». Фріске зазначав, що: «жодного разу в історії світу піратство не процвітало так сильно, як у XVII та першій частині XVIII століття. Його золота доба, можна сказати, тривала приблизно з 1650 до приблизно 1720 року». Фіске включив діяльність берберських корсарів і східноазійських піратів у цю «золоту добу», зазначивши, що «оскільки ці мусульманські пірати та пірати Східної Азії були настільки ж активні в XVII столітті, як і в будь-який інший час, врахування їх не шкодить моєму твердженню, що епоха буканьєрів була золотою добою піратства».
Історики піратства першої половини XX століття іноді використовували термін Фіске «Золота доба», не обов'язково дотримуючись дат його початку та кінця. Найбільш широке визначення епохи піратства було дано Патріком Прінглом, який у 1951 році писав, що «найвидатніша епоха в історії піратства… почалася за часів правління королеви Єлизавети I і закінчилася у другому десятилітті XVIII століття». Ця ідея різко суперечила Фіске, який активно заперечував проти того, щоб відносити до піратів «морських псів» Єлизавети, таких як Дрейк чи Гокінс.

## Періодизація
Історики піратства часто поділяють Золоту добу піратства на три періоди:
1. Період буканьєрів (приблизно з 1650 по 1680 рр.), що характеризується нападами англо-французьких моряків на Ямайці та Тортузі на іспанські колонії та кораблі у Карибському басейні та східній частині Тихого океану.
2. Піратський раунд (1690-ті роки), пов'язаний з далекими подорожами з Америки з метою пограбування мусульманських торгових суден та кораблів Ост-Індської компанії в Індійському океані та Червоному морі.
3. Період після Війни за іспанську спадщину (1715—1726), коли англо-американські моряки та капери, які після завершення Війни за іспанську спадщину (1701—1714) та її американськогої похідної Війни королеви Анни (1702—1713), залишилися без роботи масово звернувся до піратства в Карибському морі, Індійському океані, на східному узбережжі Північної Америки, і узбережжі Західної Африки.

Вужчі визначення Золотої доби іноді виключають перший або другий періоди, але більшість включає принаймні деяку частину третього.

### Звужене трактування рамок доби

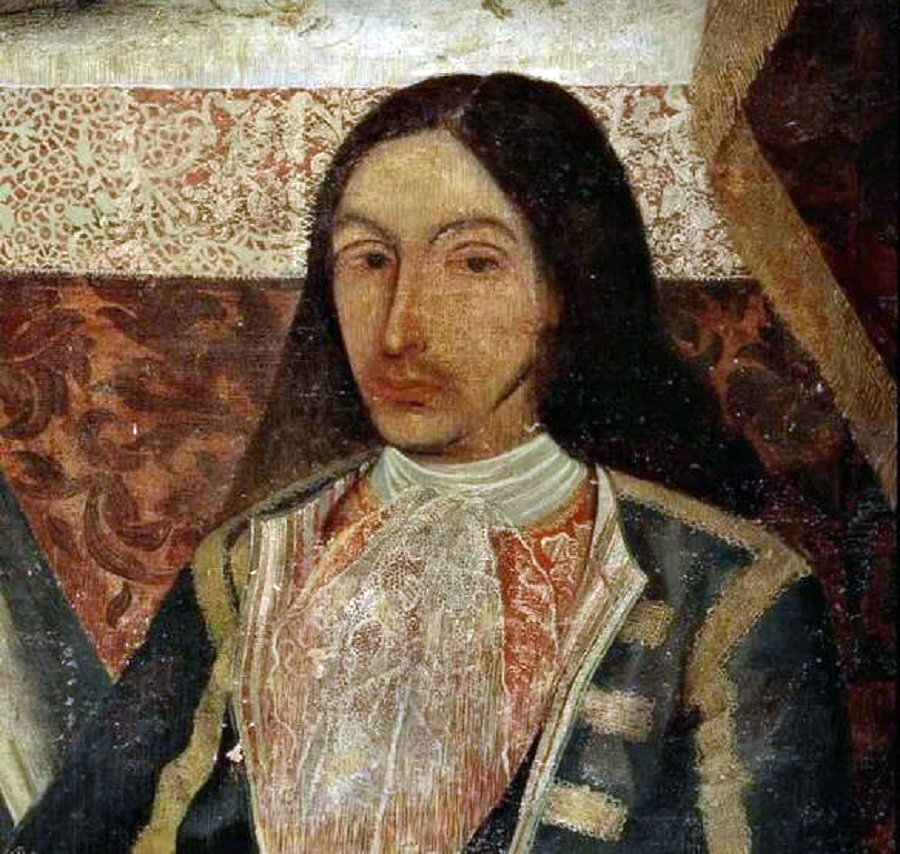
Амаро Парго, один із найвідоміших корсарів Золотої доби піратства

З останніх визначень, трактування рамок доби, надане Прінглом, здається, має найширший часовий діапазон і є винятком із загальної тенденції у бік звуження рамок Золотої доби, що домінувала серед істориків з 1909 по 1990-х роки. Ще в 1924 році Філіп Ґоссе зазначив, що піратство набуло найбільшого розмаху «з 1680 до 1730 року». У своїй дуже популярній книзі 1978 року The Pirates для TimeLife The Seafarers, Дуглас Боттінг визначив, що Золота доба тривала «ледве 30 років, починаючи з кінця XVII століття і закінчуючи в першій чверті XVIII». Френк Шеррі в 1986 році уважно дотримувався визначення Боттінга. У науковій статті 1989 року професор Маркус Редікер визначив, що Золота доба тривала лише з 1716 по 1726 рік. Ангус Констам у 1998 році вважав, що ера тривала з 1700 до 1730 року.
Можливо, остаточним кроком в обмеженні Золотої доби стала книга Констама «Історія піратів» 2005 року, в якій він відступив від свого власного попереднього визначення, назвавши визначення Золотої доби 1690—1730 рр. «занадто широким» і дійшов висновку, що "найгірші із піратських ексцесів обмежувалися восьмилітнім періодом, з 1714 по 1722 рік, тому справжню Золоту добу навіть не можна назвати «Золотим десятиліттям».

### Тенденція до розширення рамок доби
Девід Кордінглі у своїй впливовій праці «Під чорним прапором» 1994 року визначив «велику добу піратства» як таку, яка тривала з 1650-х років приблизно до 1725 року, що дуже близько до визначення Золотої доби Фіска.
Редікер у 2004 році описав найскладніше на сьогодні визначення Золотої доби. Він пропонує «золоту добу піратства, яка охоплювала період приблизно з 1650 до 1730 рр.», який він поділяє на три чіткі «покоління»: буканьєри 1650—1680 рр., пірати Індійського океану 1690-х рр. та пірати періоду 1716—1726 років.
Мартін Марез, спираючись на Кордінглі та Редікера, розвинув їхні аргументи щодо періодизації Золотої доби піратства ще далі у своїй основоположній праці «Внесок Британії в розвиток піратства в Золоту добу піратства», запропонувавши, що довша періодизація може бути також розуміється як безперервний і безперервний процес з його точками піків і регресій. Крім того, Марез стверджував, що така інтерпретація дозволяє нам повністю зрозуміти, як Золота доба піратства допомогла британцям розвинути розуміння своєї імперської політики як єдиного цілого з взаємопов'язаними інтересами, а не як окремих західних і східних сфер впливу. Пізніше цей аргумент був підкріплений з економічної точки зору Ніколасом Родрігесом Аросеменою. Аросемена, використовуючи аналіз розвитку Ямайки з роботи Мартіна Мареса, припускає, що емпіричні дані, зібрані Маресом, мають ширші наслідки, зокрема, юридичні, такі як визнання ius cogens ще до промислової революції з точки зору несправедливого збагачення, оскільки «Цілком можливо мати острови процвітання в морі нещасть. І, звичайно, якщо ми просто розглядаємо острови, світ буде виглядати як рай».

## Історія
Піратство виросло з конфліктів між колоніальними європейськими імперіями, такими як Британія, Іспанія, Нідерланди, Португалія та Франція, і було віддзеркаленням цих конфліктів, хоча і у меншому масштабі. Більшість піратів цієї епохи були англійського, голландського, валлійського, ірландського та французького походження. Багато піратів прибуло з бідних міських районів у пошуках способу легко заробити гроші. Зокрема, Лондон був відомий високим рівнем безробіття, скупченістю та бідністю, що спонукало людей до піратства. Піратство також давало владу та можливість швидкого збагачення.

### Період буканьєрства, бл. 1650—1680 рр

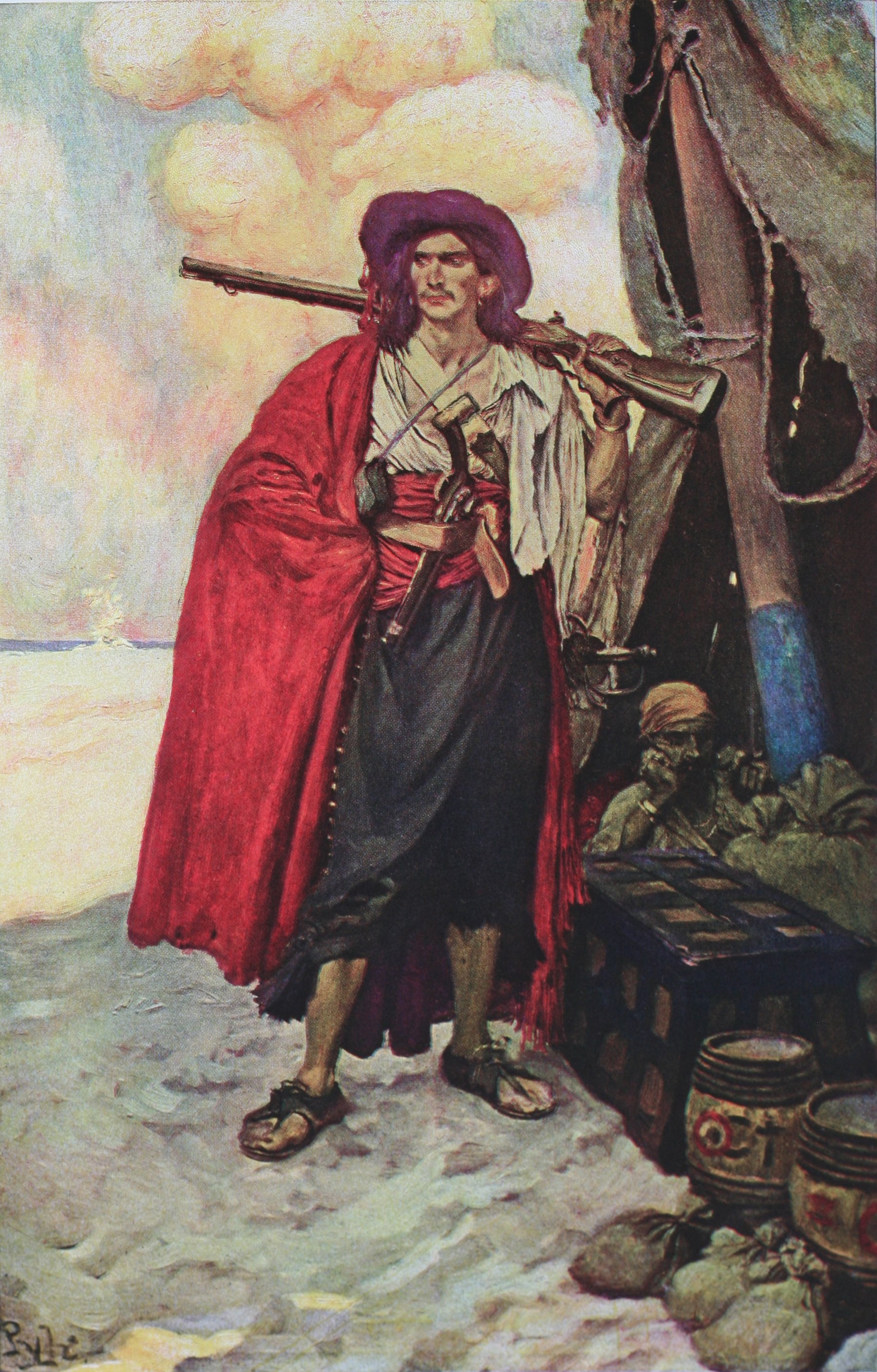

Такі історики, як Джон Фіске, відносять початок Золотої доби піратства приблизно до 1650 року, коли закінчення Релігійних війн дозволило європейським країнам відновити розвиток своїх колоніальних імперій. Це призвело до збільшення обсягів морської торгівлі та загального економічного покращення: зароблялось більше грошей і значна їх частина перевозилась на кораблях по морю.
Французькі буканьєри облаштувалися на півночі Еспаньйоли ще в 1625 році, але спочатку вони переважно займались мисливством на великих тварин, а не грабіжництвом. Їх перехід до постійного піратства був поступовим і до цього частково призвели зусилля самої Іспанії знищити як самих буканьєрів, так і тварин, на яких вони полювали. Міграція піратів з материкової частини Еспаньйоли на більш обороноздатний прибережний острів Тортуга обмежила їх доступ до природніх ресурсів та прискорила перехід до заняття піратськими набігами. Згідно з Александром Ексквемеліном, піратом та істориком, який залишається основним джерелом інформації про цей період, саме пірат з Тортуги П'єр ле Гран став піонером нападів поселенців на галеони, що поверталися до Іспанії.
Зростанню буканьєрства на Тортузі сприяло захоплення англійцями іспанської Ямайки в 1655 році. Перші англійські губернатори Ямайки достатньо вільно видавали каперські свідоцтва як піратам з Тортуги, так і своїм співвітчизникам, а вибухове зростання Порт-Рояла забезпечило цим рейдерам набагато вигідніше та комфортніше місце для прихистку та реалізації своєї здобичі. У 1660-х роках Бертран д'Ожерон, новий французький губернатор Тортуги, також без обмежень надав каперські комісії як своїм власним колоністам, так і їх англійським колегам з Порт-Рояла. Ці обставини призвели до досягнення карибським буканьєрством в цей період свого піку.

### Піратський раунд, 1693—1700

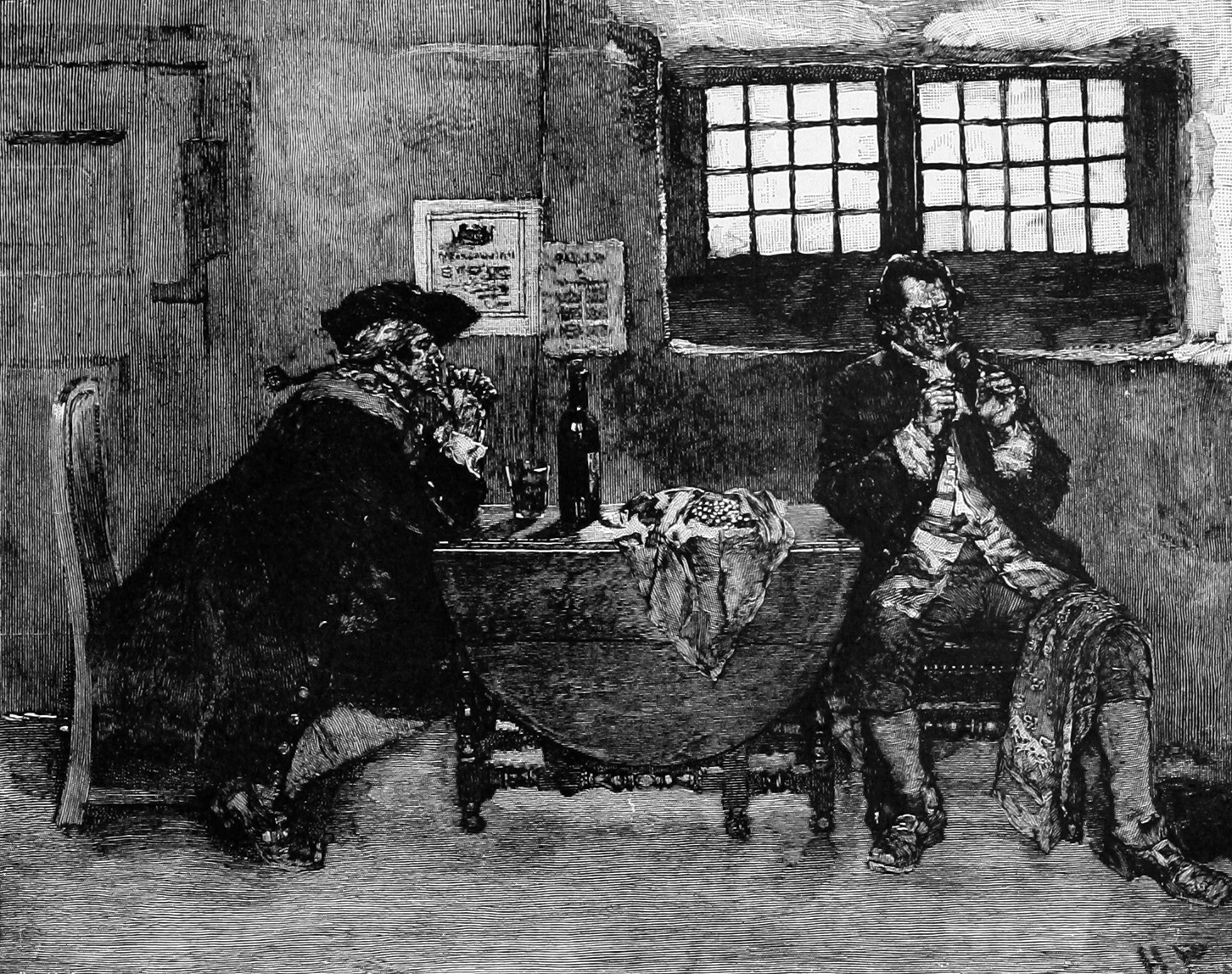
На цій гравюрі Говарда Пайла показано, як Генрі Евері продає свою здобич. Захоплення корабля Великих Моголів Ganj-i-Sawai у 1695 році вважається одним із найвигідніших піратських набігів, які коли-небудь здійснювалися.

Низка факторів змусила англо-американських піратів, деякі з яких познайомилися з піратством у період буканьєрства, на початку 1690-х років шукати скарби за межами Карибського моря. Кінець британського періоду правління Стюартів відновив традиційну ворожнечу між Британією та Францією, тим самим припинивши вигідну співпрацю між англійською Ямайкою та французькою Тортугою. А катастрофічне руйнування Порт-Рояла внаслідок землетрусу в 1692 році ще більше зменшило привабливість Карибського басейну, знищивши головний прихисток піратів в цьому регіоні. Карибські колоніальні губернатори почали відкидати традиційну політику «немає миру за межею», згідно з якою вважалося, що у Карибському басейні війна (а, отже, і видача каперських свідоцтв) буде тривати постійно, незалежно від мирних договорів, підписаних у Європі. Відтепер каперські свідоцтва почали видавати лише у офіційно оголошений воєнний час, а їх обмеження суворо дотримуватимуться. Крім того, значна частина Іспанського Мейна була просто спустошена піратськими нападами. В період між 1667 і 1678 роками Маракайбо було захоплене тричі, на Ріоачу нападали п'ять разів, а на Толу — вісім.
У той же час менш багаті колонії Англії, включно з Бермудськими островами, Нью-Йорком і Род-Айлендом, потерпали від нестачі грошей через Навігаційні закони. Спраглі грошей купці та губернатори були готові закривати очі на піратські напади і навіть підтримувати їх; один колоніальний чиновник захищав пірата, оскільки вважав, що «дуже жорстоко вішати людей, які привозять золото в ці провінції». На цьому фоні Індійський океан виглядав багатшою та спокусливішою ціллю. Економічне виробництво Індії в цей час значно перевершувало європейське, особливо в дорогих предметах розкоші, таких як шовк і ситець, які були ідеальною піратською здобиччю, в той же час, жоден потужний флот не курсував Індійським океаном, залишаючи як місцеве судноплавство, так і судна різних європейських Ост-Індських компаній вразливими для атак. Це поклало початок Піратському раунду, піонерами якого стали такі відомі пірати, як Томас Тью, Генрі Еврі, Роберт Калліфорд та Вільям Кідд (хоча провина останнього залишається суперечливою).

### Період після Війни за іспанську спадщину, 1715—1726 рр

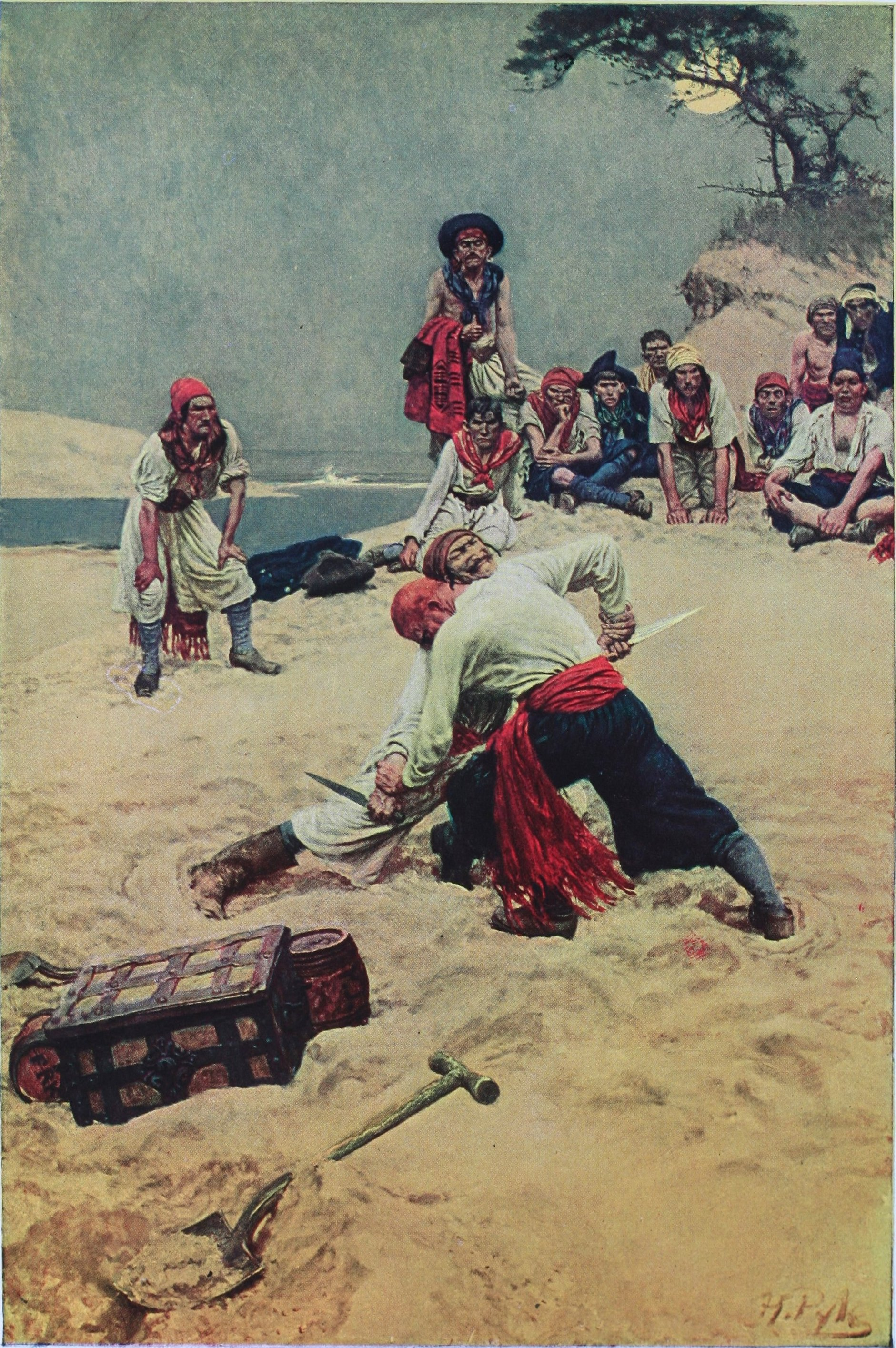

У 1713 і 1714 роках низка мирних договорів завершила Війну за іспанську спадщину і Війну королеви Анни. У результаті тисячі моряків, у тому числі європейських каперів, які діяли у Вест-Індії, були звільнені від військової служби в той час, коли трансатлантична колоніальна морська торгівля почала бурхливо відновлюватись після війни. Крім того, європейські моряки, які через безробіття були змушені працювати на торгових суднах (включно з рабовласницькими кораблями), часто з ентузіазмом кидали цю професію та займалися піратством, даючи капітанам піратів постійний пул новобранців на різних узбережжях Атлантики.
У 1715 році пірати здійснили великий наліт на іспанських водолазів, які намагалися дістати золото із кораблів затонулого поблизу Флориди іспанського Срібного флота 1715 року. Провідні ролі серед цих піратів грали колишні англійські капери, сумновідомі Генрі Дженнінгс, Чарльз Вейн, Семюель Белламі, Бенджамін Горніґолд та Едвард Інгленд. Напади на іспанців були успішними, але всупереч очікуванням губернатор Ямайки відмовився дозволити Дженнінгсу та його поплічникам витратити свою здобич на своєму острові. Коли Кінгстон і занепадаючий Порт-Рояль на Ямайці стали закриті для них, Горніґолд, Дженнінгс і їхні товариші перемістились до міста Нассау на острові Нью-Провіденс на Багамах. Нассау служило домівкою для цих піратів та їхніх численних новобранців до прибуття губернатора Вудса Роджерса в 1718 році, яке означало кінець Піратської республіки. Роджерс та інші британські губернатори мали повноваження милувати піратів згідно з Королівським актом амністії. У той час як Горніґолд прийняв це помилування і став королівським капером, інші, такі як Чорна Борода і Каліко Джек після свого помилування знову повернулися до піратства.
Трансатлантичні морські перевезення між Африкою, Карибським басейном і Європою почали стрімко зростати у XVIII столітті, модель, відома як Трикутникова торгівля, і стала багатою мішенню для піратства. З Європи до узбережжя Африки ходили торгові кораблі, торгуючи промисловими товарами та зброєю на рабів. Потім торговці пливли до Карибського моря, щоб продати рабів, і поверталися до Європи з такими товарами, як цукор, тютюн і какао. На іншому трикутному торговому шляху кораблі перевозили сировину, консервовану тріску та ром до Європи, де частина вантажу продавалася на промислові товари, які (разом із залишком початкового вантажу) потім транспортувалися до Карибського басейну., де їх обмінювали на цукор і патоку, які (з деякими промисловими виробами) потім доставляли до Нової Англії. Кораблі в Трикутній торгівлі часто заробляли гроші на кожній зупинці.
У рамках врегулювання Війни за іспанську спадщину, Британська компанія Південних морів отримала асьєнто, іспанський урядовий контракт на постачання рабів до іспанських колоній Нового Світу, що надавало британським торговцям і контрабандистам більший доступ до раніше закритих іспанських ринків Америки. Ця домовленість також значною мірою сприяла поширенню піратства в західній Атлантиці. Судноплавство до колоній процвітало разом із потоком кваліфікованих мореплавців після війни. Торговельні вантажовідправники використовували надлишок робочої сили, щоб знизити заробітну плату, скорочувати кути, щоб максимізувати прибутки, і створювати несприятливі умови на борту своїх суден. Моряки-торговці страждали від того, що рівень смертності був таким же високим або вищим, ніж раби, яких перевозили. Умови життя були настільки поганими, що багато моряків стали віддавати перевагу більш вільному існуванню піратів.  Збільшення обсягів морських перевезень також може підтримувати велику кількість розбійників, які полюють на нього.
Протягом цього часу багато піратів спочатку були моряками Королівського флоту, каперами або торговими моряками. Більшість піратів мали досвід життя на морі та знали, наскільки суворими можуть бути умови. Королівські моряки часто мало їли, перебуваючи в морі, і зрештою хворіли, голодували та вмирали. Це призвело до того, що деякі моряки залишили короля і замість цього стали піратами. Це також дозволило піратам краще боротися з флотом. На відміну від інших моряків, у піратів були суворі правила поводження з ними на кораблі. Всупереч поширеній думці, капітани піратів не мали диктаторської влади над рештою піратів на своєму кораблі. За капітанів потрібно було голосувати, і вони також повинні були дотримуватися суворих правил. До капітана ставилися не краще (більше їжі, кращі умови життя тощо), ніж до інших членів екіпажу, і очікувалося, що він ставиться до екіпажу з повагою. Це був навмисний контраст із капітанами купців, які часто жахливо поводилися зі своїми екіпажами. Багато піратів раніше служили на цих торговельних кораблях і знали, якими жахливими можуть бути деякі капітани. Через це на кораблях часто створювали ради, що складалися з усіх членів екіпажу корабля. Деякі ради використовувалися щодня для прийняття звичайних рішень, тоді як інші використовувалися як судова система лише тоді, коли цього вимагали кримінальні події чи юридичні справи. У будь-якому випадку члени екіпажу піратських суден часто мали стільки ж влади, скільки капітан поза боєм. Капітан мав повну владу лише під час бою і міг бути зміщений із цієї посади, якщо виявив боягузтво перед обличчям ворога. Він також мав бути сміливим у бою. Пірати не хотіли, щоб все закінчилося так, як на військовому кораблі.

### Повернення піратського раунду
У 1715 році Джеймс Плейнтейн вирішив відмовитися від піратства і оселився на острові Мадагаскар разом із шотландцем Джеймсом Адейром і датчанином Гансом Бургеном у Рантер-Бей, містечку за кілька кілометрів над острова Сен-Марі. Джеймс Плейнтейн очолив тріо, і його називали «королем Рантер-Бей». Він побудував там замок, де також розмістив свій гарем, що складається з місцевих дівчат і почав жити з контрабандної торгівлі і наданні послуг піратським кораблям. Його база в Рантер-Бей слугувала важливим джерелом припасів, їжі та амуніції для піратів під час другого повернення Піратського раунду, як за двадцять років до нього база Адама Болдріджа на Сен-Марі слугувала для першого сплеску популярності Піратського раунду.
Серед останніх піратів, які відвідували води Мадагаскара з 1719 по 1721 рік, були Крістофер Кондент, Едвард Інгленд, Джон Тейлор та Олів'є Лавассер. Тейлор і Лавассер в 1721 році захопили найбільшу нагороду в історії Піратського раунду, пограбував на о. Реюньйон португальський корабель Nossa Senhora Do Cabo, на якому пірати захопили діаманти та інші скарби на загальну суму близько 800 000 фунтів стерлінгів. Кондент також захопив великий приз вартістю 800 000 фунтів стерлінгів, а ось Едвард Інгланд, що відзначався лагідним характером був висаджений на о. Маврикій Тейлором і Лавассером і хоча зміг звідти добратись до піратської бази на Мадагаскарі, незабаром помер там як волоцюга.
Незважаючи на успіх Тейлора, Левассера і Кондента, піратський раунд швидко знову занепав. Останні великі карібські піратські капітани — Едвард Лоу, Джордж Лоутер і Бартоломью Робертс не використовували цей маршрут. Джеймс Плейнтейн покинув Мадагаскар у 1728 році. Зростання військової потуги Британської Ост-Індійської компанії, конкуренція з боку індійських піратів, розпад імперії Великих Моголів і занурення Індії в громадянську війну сприяли другому і остаточному занепаду Піратського раунду.

## Пірати Золотої доби

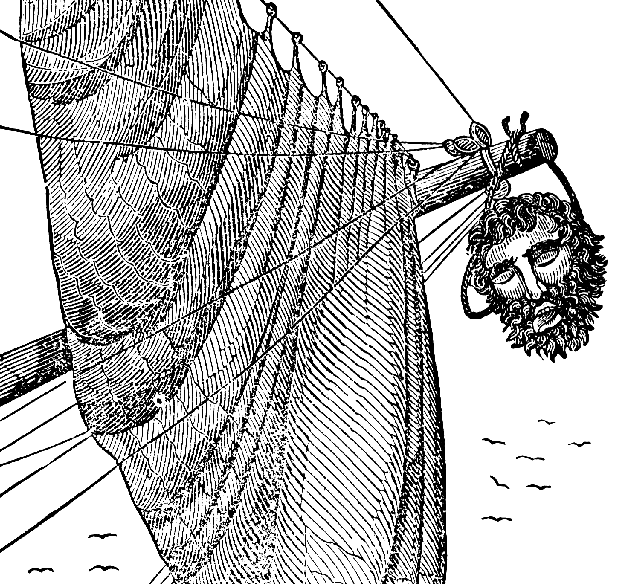
Відрубана голова Чорної Бороди підвішена на бушприті корабля Мейнарда

Багато з найвідоміших піратів в історії походять саме із Золотої доби піратства:
- Генрі Морган — пірат, який здійснив набіг на іспанців і взяв місто Панама, перш ніж спалити його дотла. Його мали стратити в Англії, але замість цього він був посвячений у лицарі та призначений губернатором Ямайки. Він помер природною смертю в 1688 році.
- Генрі Еврі — один із небагатьох великих піратських капітанів, який пішов у відставку зі своєю здобиччю, не будучи арештованим і не вбитим у бою. Він відомий тим, що в 1695 році захопив неймовірно багатий корабель Моголів Гандж-і-Савай.
- Бенджамін Горніґолд — англійський пірат, який допоміг заснувати Піратську республіку в Нассау і був наставником Чорної Бороди, перш ніж отримати королівське помилування та стати мисливцем на піратів
- Едвард «Чорна Борода» Тіч — активний з 1716 по 1718 рік, є, мабуть, найвідомішим піратом серед англомовних країн. Найвідомішим кораблем Чорної Бороди був «Помста королеви Анни», названий у відповідь на закінчення Війни королеви Анни.  Він був убитий одним із членів команди лейтенанта Роберта Мейнарда в 1718 році.
- «Чорний Сем» Белламі — капітан «Whydah Gally», загинув під час шторму біля Кейп-Коду в 1717 році. Белламі був відомий як «Робін Гуд піратів» і пишався своїми ідеологічними обґрунтуваннями піратства.
- Чарлз Вейн — особливо жорстокий і нерозкаяний пірат, який служив під керівництвом Генрі Дженнінгса, перш ніж вийти на власний розсуд. Жорстокий і непопулярний серед своєї команди, Вейн був висаджений, а потім схоплений і повішений у 1721 році.
- «Каліко Джек» Рекгем — відомий своїм партнерством з жінками-піратами Енн Бонні та Мері Рід, був схоплений, потім повішений і закинутий біля Порт-Роял, Ямайка, у 1720 році.
- Стід Боннет — багатий барбадоський землевласник, який став піратом виключно у пошуках пригод. Боннет був капітаном 10-гарматного шлюпа під назвою «Revenge» та здійснював напади на кораблі біля узбережжя Вірджинії в 1717 році. Він був спійманий і повішений в 1718 році.
- Олів'є Левассер — він же Ла Бюз, єдиний великий французький пірат у Нассау, якого часто асоціювали з Горніголдом, Белламі, Кеннеді та Тейлором.
- Вільям Флай — його страту в 1726 році історик Маркус Редікер використовує, щоб відзначити кінець Золотої доби піратів.
- Вільям Кідд — страчений за піратство в Execution Dock, Лондон, у 1701 році, відомий «закопаним скарбом», який він нібито залишив.
- Едвард «Нед» Лоу — народжений у Вестмінстері, був активним у 1721—1724 роках, ніколи не був схоплений і був сумно відомий тим, що катував своїх жертв перед тим, як убити їх; він відрізав вуха, губи і носи.
- Бартоломью «Чорний Барт» Робертс — багато хто вважає його найуспішнішим західним піратом усіх часів із понад 400 захопленнями кораблів.
- Амаро Парго — видатний іспанський корсар, який домінував на шляху між Кадісом і Карибським морем. Його постать була оповита ореолом романтизму та легенд, які пов'язували його з піратством, прихованими скарбами та незаконними романами. На мармуровому надгробку його гробниці в Сан-Кристобаль-де-ла-Лагуна вигравірувано череп, який підморгує правим оком із двома схрещеними кістками.

### Жінки-пірати
Найвідомішими жінками-піратами були Енн Бонні, Мері Рід і Рейчел Волл.
Енн Бонні (1697—1721) здобула сумну репутацію в Нассау. Коли вона не змогла розлучитися з попереднім чоловіком, вона втекла зі своїм коханим Каліко Джеком Рекгемом.
Мати все життя одягала Мері Рід як хлопчика, і вона служила в британській армії. Вона приїхала до Вест-Індії (Карибський басейн) після того, як залишила свого чоловіка, і приєдналася до команди Каліко Джека після того, як він напав на корабель, на борту якого вона була. Спочатку вона розкрила свою стать лише Бонні, але згодом мусила розкрити себе, коли Рекхем звинуватив її у романі з Бонні.
Вважається, що характер стосунків між Бонні, Рід і Рекхемом був романтичним та/або сексуальним у різних комбінаціях, хоча остаточних доказів немає. У книзі Девіда Кордінглі 2001 року «Жінки-моряки та жінки моряків: невимовна морська історія» Кордінглі припускає, що у Бонні та Рід були сексуальні стосунки.
Коли їхній корабель був атакований у 1720 році, Бонні, Рід і невідомий пірат були єдиними, хто намагався захищати його, оскільки інші члени екіпажу були надто п'яні, щоб битися. Зрештою їх схопили й заарештували. Після захоплення обидві жінки були визнані винними в піратстві та засуджені до страти, але вони змогли добитись перенесення строку виконання вироку, заявивши про свою вагітність. Рід померла у в'язниці через кілька місяців, багато хто вважає, що від гарячки чи ускладнень під час пологів. Бонні зникла з історичних документів, і немає жодних записів про її страту чи народження дитини.

### Буканьєри
Буканьєри діяли переважно в Карибському морі. Вони виникли на Іспаньйолі приблизно в XVII столітті як мисливці, але стали «піратами», коли іспанці витіснили їх на острів Торгтуга, де обмежені природні ресурси не дозволяли їм продовжувати звичний спосіб життя мисливців. Спочатку вони нападали і грабували іспанські кораблі, але пізніше ці пірати починали атакувати будь-яке важливе судно, незалежно від того, ворог чи ні.

### Приватири
Приватири або капери були приватними особами, які вели війну на морі за військовим дорученнями, отриманими від державних чиновників. Такі доручення (комісії) були відомі як «каперські грамоти» і надавали їх власникам повноваження здійснювати набіги на ворожі кораблі та поселення і звільняли від звинувачень у піратстві.

## Занепад
На початку XVIII століття толерантність до каперів зникла в усіх країнах. Після підписання Утрехтського договору надлишок досвідчених безробітних моряків був одночасно благом і прокляттям для всіх піратів. Спочатку надлишок людей призвів до значного збільшення кількості піратів. Це неминуче призвело до розграбування нових кораблів, що посилило навантаження на торгівлю для всіх європейських країн. У відповідь європейські країни зміцнили власні флоти, щоб забезпечити кращий захист торговцям і полювати на піратів. Надлишок кваліфікованих моряків означав наявність великого резерву, який також міг бути залучений до національних флотів.
Події другої половини 1718 року (зокрема, прибуття губернатора Вудса Роджерса до Нассау) є поворотним моментом в історії піратства в Новому світі. Без безпечної бази та під постійним тиском потужних військових флотів європейських держав, піратство втратило свій імпульс. Принадність іспанських скарбів зникла і мисливці поступово самі стали об'єктом полювання. На початку 1719 року залишки піратів переважно залишили регіон Карибського моря. Більшість із них прямували до Західної Африки, щоб полювати там на погано захищені кораблі работорговців.
Вже до 1720 року піратство помітно пішло на спад і до середини 1720-х років Золота доба піратства добігла свого кінця.

## Вплив на масову культуру
Історії та легенди Золотої доби піратства складають основу для багатьох сучасних уявлень про піратства і зображень піратів в художніх творах. «Загальна історія піратів» (1724) капітана Чарльза Джонсона є першорядним джерелом для біографій багатьох відомих піратів Золотої доби, надаючи розгорнуту інформацію про цей період. Надаючи майже міфічного статусу яскравішим персонажам, таким як сумнозвісні англійські пірати Чорна Борода та Каліко Джек, цілком імовірно, що автор використав значну стриманість у своїх розповідях про піратські розмови. У 2002 році англійський військово-морський історик Девід Кордінглі написав вступ до книги Джонсона 1724 року, заявивши: «Було сказано, і, здається, немає причин сумніватися в цьому, що капітан Джонсон створив сучасну концепцію піратів». Книга Джонсона вплинула на піратську літературу Роберта Луїса Стівенсона та Дж. М. Баррі. Такі літературні твори, як «Острів скарбів» Стівенсона та «Пітер Пен» Баррі, хоч і романтизовані, у своїх сюжетах значною мірою спиралися на піратів і піратство.
Були зроблені різні твердження та припущення щодо їх загального вигляду, одягу, моди, дрес-коду тощо, що сприяло їхній химерній таємниці та знанням. Наприклад, чоловіки носили сережки, оскільки вартість золотих чи срібних сережок мала заплатити за їх поховання, у випадку, якщо вони загинули б в морі і їхнє тіло винесло на берег. Їх також носили із забобонних міркувань, вважаючи, що дорогоцінні метали мають магічну цілющу силу.
Зовсім недавно навіть менш точні зображення піратів історичної епохи (наприклад, Міжнародний день наслідування піратів) вийшли на перший план. Однак ці явища лише сприяли поширенню романтичного образу піратства та його розбійників, які ховають скарби, у масовій культурі.